# Al Feuerbach
Allan Dean Feuerbach, detto Al (Preston, 14 gennaio 1948), è un ex pesista statunitense.
Dal 5 maggio del 1973 al 21 febbraio del 1976 ha detenuto il record mondiale della specialità grazie al suo primato personale a 21,82 metri.

## Palmarès
| Anno | Manifestazione      | Sede              | Evento         | Risultato | Misura  | Note |
| ---- | ------------------- | ----------------- | -------------- | --------- | ------- | ---- |
| 1971 | Giochi panamericani | Cali              | Getto del peso | Oro       | 19,76 m |      |
| 1972 | Giochi olimpici     | Monaco di Baviera | Getto del peso | 5º        | 21,01 m |      |
| 1976 | Giochi olimpici     | Montréal          | Getto del peso | 4º        | 20,55 m |      |